# Suzuki Shin’ichi
Shinichi Suzuki (japanisch 鈴木 鎮一 Suzuki Shin’ichi; * 17. Oktober 1898 in Nagoya; † 26. Januar 1998 ebenda) war ein japanischer Violinist und Musikpädagoge.

## Leben und Wirken
Shin’ichi war der dritte Sohn von Masakichi Suzuki (鈴木 政吉), dem damals größten Geigenbaufabrikanten in Nagoya, und dessen Nebenfrau Ryō Fujie. Er wuchs in einem wohlhabenden Umfeld auf, dass gleichermaßen von Musik wie von Geschäftstüchtigkeit und Unternehmergeist geprägt war. Sein Vater hatte bereits 1902 eine Geigenschule veröffentlicht, sein älterer Bruder Umeo spielte Geige, und mit drei weiteren Brüdern bildete er in späteren Jahren ein Streichquartett.

### Musikalische Laufbahn
Wie seine Brüder besuchte er zunächst eine Handelsschule und übernahm eine Position in der Firma seines Vaters. Das Violinspiel pflegte er zunächst nur in seiner Freizeit.  Durch die Bekanntschaft mit der Musikerin Nobu Koda (1870–1946) erhielt Suzuki seit dem Frühjahr 1920 Violinunterricht bei ihrer jüngeren Schwester Ko Ando (1878–1963), die ihm als ehemalige Schülerin von Joseph Joachim den Rat gab, zur Vervollkommnung seines Spiels nach Deutschland zu gehen.
Daraufhin begab er sich im Herbst 1921 nach Berlin, wo er von 1922 bis 1928 Privatschüler von Karl Klingler wurde.
1928 heiratete er die deutsche Sopranistin Waltraud Prange (1905–1998) und kehrte im selben Jahr nach Japan zurück. Dort gründete er mit drei seiner Brüder das Suzuki-Quartett, wurde Direktor der Teikoku Music School und Dirigent des Tokyo String Orchestra.

### Das pädagogische Schaffen
Suzuki wurde mit seiner Lehrmethode, der ursprünglich für Streichinstrumente bestimmten Suzuki-Methode, international bekannt. 1946 gründete er in Matsumoto die Matsumoto Musik Akademie und dann die Nationale Organisation für Elementarpädagogik. Die 1948 erfolgte Umbenennung zur Forschungsgruppe für Talent-Erziehung wurde zur offiziellen Bezeichnung der japanischen Suzuki-Gesellschaft, deren internationale Selbstbezeichnung Talent Education Research Institute (TERI) lautet.
1949 gab es bereits 35 Violinunterrichtsgruppen mit insgesamt 1500 Schülern nach seiner Methode. 1955 gab er mit 1200 seiner Schüler das erste nationale Konzert vor dem japanischen Kronprinzen.
1964 machte Suzuki seine erste Konzertreise in die USA, wo seine Methode großen Anklang fand, so dass er 1975 auf Hawaii das erste Weltfestival gab. Im bayerischen Hof befindet sich seit September 2000 der Sitz der deutschen Suzuki-Gesellschaft. In vielen Städten werden Kurse nach der Suzuki-Methode angeboten.

## Veröffentlichungen (Auswahl)
- Shinichi Suzuki: Erziehung ist Liebe. Eine neue Erziehungsmethode. Bosse Verlag, Kassel 1994, ISBN 978-3-7649-2301-3 (japanisch: 愛に生きる 才能は生まれつきではない Ai ni ikiru. Sainō wa umare tsuki dewa nai ‚Leben mit Liebe. Talent ist nicht angeboren‘. Tokio 1966. Übersetzt von Rosemarie Müller und Roger Roothaer).
- Violin School, Vol. 1–8. Summy-Birchard Co., Evanston Illinois 1955, 1970, 1971, 1974. Vol. 9. Zen-On, Tokyo 1955, 1975

## Ehrungen
1979 wurde er zum Ehrenbürger von Matsumoto ernannt.